# Mark Robson
Mark Robson (Mont-real, Quebec, 4 de desembre de 1913 - 20 de juny de 1978) fou un director i productor de cinema quebequès establert a Hollywood.
Es va traslladar des de molt jove als Estats Units per estudiar a la Universitat de Califòrnia i en la Pacific Coast University. Va entrar al món del cinema quan va treballar en el departament de propietat de la 20th Century Fox. Al final de la dècada de 1930, va treballar per a la RKO Pictures com a muntador i va tenir l'honor d'ajudar a Robert Wise en el muntatge de Ciutadà Kane i El quart manament d'Orson Welles.
El 1943, assumeix els seus primers films com a director en pel·lícules de terror de sèrie B produïdes per Val Lewton The Seventh Victim (1943) i Isle of the Dead (1945), la primera obra en la qual apareix en els títols de crèdit i la primera en què participa també com a guionista. El seu èxit amb la RKO el va portar a projectes de major envergadura i el 1949 va ser nomenat pel Sindicat de Directors d'Amèrica per la seva direcció en el drama Champion, un drama pugilístic amb Kirk Douglas com a protagonista. Aquell any seria el més prolífic, ja que també dirigiria el drama romàntic My Foolish Heart, el drama bèl·lic Home of the Brave i el western Sense miraments.
A la dècada de 1950, arribaria la seva època daurada. Els primers anys estarien marcats per pel·lícules com a Edge of Doom (1950), un títol negre protagonitzat per Dana Andrews i Joan Evans, o Bright Victory (1951), amb Arthur Kennedy i Peggy Dow. Però sens dubte, les obres de la segona part de la dècada serien les més brillants. Començaria amb el film bèl·lic The Bridges at Toko-Ri, (1955) protagonitzat per William Holden i Grace Kelly. A aquesta seguiria Més dura serà la caiguda (1956), un altre film crític entorn del món de la boxa i que va ser l'últim treball de Humphrey Bogart abans de la seva mort. Peyton Place (1957) i The Inn of the Sixth Happiness (1958), van ser dues pel·lícules aclamades pel públic i que li portarien durant dos anys consecutius a ser nomenat al Premi Oscar en la categoria de millor direcció.
La dècada de 1960 no va ser tan prolífica ni tan reeixida com ho va ser l'anterior. From the Terrace (1960), adaptació de la novel·la de John O'Hara protagonitzada per la parella formada per Joanne Woodward i Paul Newman. Amb Newman tornaria a treballar tres anys després en El premi (1963), un thriller basat en una novel·la d'Irving Wallace, inspirat en l'estil d'Alfred Hitchcock.
En els següents anys, Robson es va adaptar a rodar qualsevol gènere. Passaria pel cinema bèl·lic com Von Ryan's Express (1965) o Comandament perdut (1966); comèdies com Per molts anys, Wanda June (1971); drames com Valley of the Dolls (1967); thrillers com a Daddy's Gone A-Hunting (1969); o pel·lícules de catàstrofe, com a Terratrèmol (1974). Algunes d'elles van comptar amb la dicotomia entre unes ferotges crítiques i un gran èxit de taquilla.
El 20 de juny de 1978, Mark Robson moria a Londres mentre rodava El tren dels espies. Les seves restes descansen al Cementiri Mount Sinai Memorial Park de Los Angeles. Per la seva contribució al món del cinema, té una estrella al Passeig de la Fama de Hollywood situat en el 1722 de Vine Street.

## Filmografia
- El vaixell fantasma (The Ghost Ship) (1943)
- The Seventh Victim (1943)
- Youth Runs Wild (1944)
- Isle of the Dead (1945)
- Manicomi (Bedlam) (1946)
- Champion (1949)
- Sense miraments (Roughshod) (1949)
- Home of the Brave (1949)
- My Foolish Heart (1949)
- Edge of Doom (1950)
- Bright Victory (1951)
- I Want You (1951)
- Retorn al paradís (Return to Paradise) (1953)
- Infern sota zero (Hell below zero) (1954)
- Tururut! (Phffft) (1954)
- The Bridges at Toko-Ri (1955)
- Un premi d'or (A Prize of Gold) (1955)
- Trial (1955)
- Més dura serà la caiguda (The Harder They Fall) (1956)
- The Little Hut (1957)
- Peyton Place (1957)
- The Inn of the Sixth Happiness (1958)
- From the Terrace (1960)
- Nine Hours to Rama (1963)
- El premi (The Prize) (1963)
- Von Ryan's Express (1965)
- Comandament perdut (Lost Command) (1966)
- Valley of the Dolls (1967)
- Daddy's Gone A-Hunting (1969)
- Per molts anys, Wanda June (Happy Birthday, Wanda June) (1971)
- Limbo (1972)
- Terratrèmol (Earthquake) (1974)
- El tren dels espies (Avalanche Express) (1979)